# Кременчугско водохранилище
Кременчугското водохранилище (49°17′51″ с. ш. 32°34′58″ и. д. / 49.2975° с. ш. 32.582778° и. д.) е язовир на река Днепър в Централна Украйна. В него се вливат реките Сула, Рос и Тясмин.
Строителството му продължава от 1959 до 1961 г. Дължината му е 149 километра, а ширината е 28 км. Най-голямата дълбочина е 28 метра, а средната е 6 м. Това е най-големият от общо 6-те язовира на Днепър в Украйна с площ 2252 км² и около 13,5 км³ вода. Заема територия на 3 области – Черкаска, Полтавска, Кировоградска.

Водохранилището е наречено на гр. Кременчуг, намиращ се на 9 километра след язовира. Край язовирната стена, по която преминава шосе, е съоръжена голямата Кременчугска ВЕЦ. В съседство до тях е гр. Светловодск, а на северозападния бряг на водохранилището е разположен гр. Черкаси. Язовирът е място за отдих и риболов.